# Coptacrinae
Coptacrinae es una subfamilia de saltamontes de la familia Acrididae. El género tipo es Coptacra, descrito por Carl Stål en 1873.

## Géneros
Los siguientes géneros pertenecen a la subfamilia Coptacrinae:
- Bocagella Bolívar, 1889
- Coptacra Stål, 1873
- Coptacrella Bolívar, 1902
- Coptacridia Ramme, 1941
- Cyphocerastis Karsch, 1891
- Ecphanthacris Tinkham, 1940
- Ecphymacris Bi, 1984
- Epistaurus Bolívar, 1889
- Eucoptacra Bolívar, 1902
- Eustaurus Mahmood & Yousuf, 2000
- Exochoderes Bolívar, 1882
- Hintzia Ramme, 1929
- Pamphagella Bruner, 1910
- Paracoptacra Karsch, 1896
- Parepistaurus Karsch, 1896
- Physocrobylus Dirsh, 1951
- Pirithoicus Uvarov, 1940
- Poecilocerastis Ramme, 1929
- Rhopaloceracris Tinkham, 1940
- Ruwenzoracris Rehn, 1914